# TRA2A
TRA2A‏ (Transformer 2 alpha homolog) هوَ بروتين يُشَفر بواسطة جين TRA2A في الإنسان.